# Koullouna Lilouataan Lil Oula Lil Alam
Koullouna Lilouataan Lil Oula Lil Alam är Libanons nationalsång. Text av Rachid Nakhlé och musik av Wadih Sabra.
- Wikisource har originalverk som rör Koullouna Lilouataan Lil Oula Lil Alam.